# Martin-Baker M.B.5
El Martin-Baker M.B.5 británico fue el desarrollo final de una serie de prototipos de aviones de caza construidos durante la Segunda Guerra Mundial. Ni el M.B.5 ni sus predecesores entraron en producción, a pesar de que los pilotos de pruebas los describieron como de excelentes prestaciones.

## Diseño y desarrollo

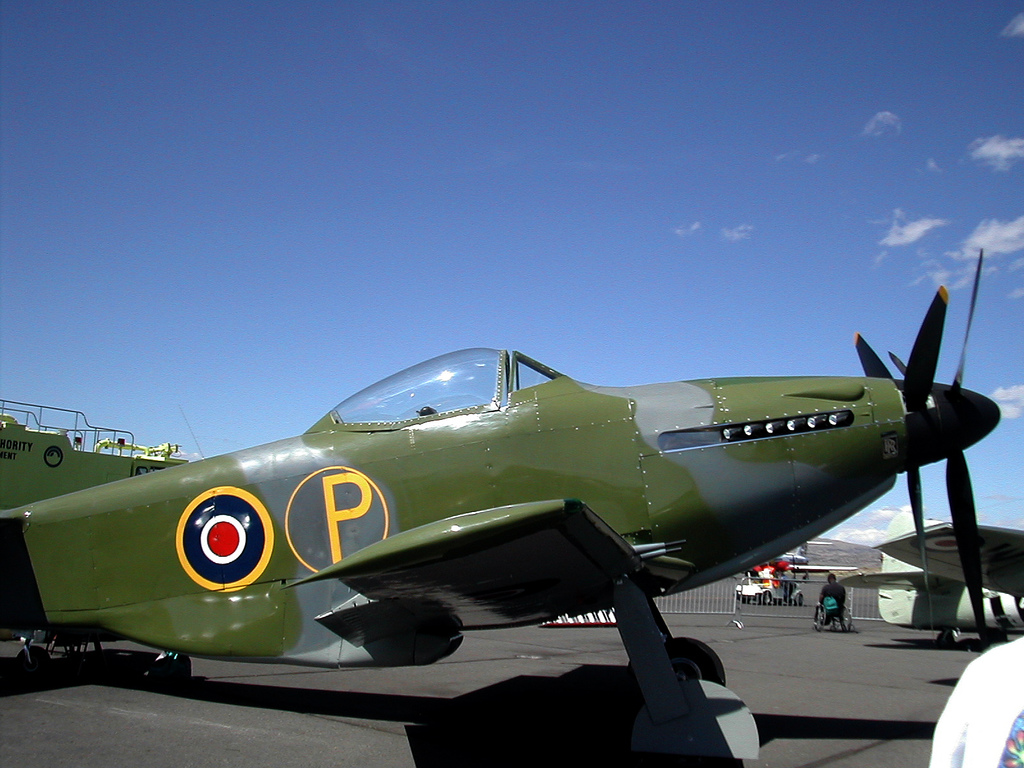
Réplica del M.B.5, cerca de su finalización, en 2006.

Martin-Baker Aircraft comenzó el M.B.5 como segundo prototipo del Martin-Baker M.B.3, diseñado para cubrir la Especificación F.18/39 del Ministerio del Aire por un ágil y robusto caza para la Real Fuerza Aérea, capaz de volar a más de 643,74 km/h (400 mph). Después de que el primer M.B.3 se estrellase en 1942, muriendo Val Baker, el segundo prototipo fue retrasado. Un modificado M.B.3 con un motor Rolls-Royce Griffon, en lugar del Napier Sabre del M.B.3, fue planeado como M.B.4, pero en su lugar se decidió realizar un rediseño completo.
La aeronave rediseñada, designada M.B.5, usaba alas similares a las del M.B.3, pero tenía un fuselaje de tubos de acero completamente nuevo. La potencia la daba un motor V-12 Rolls-Royce Griffon 83 refrigerado por líquido, que producía 1745 kW (2340 hp) e impulsaba dos hélices contrarrotativas tripala. El armamento era de cuatro cañones Hispano de 20 mm, montados en las alas por fuera del ampliamente separado tren de aterrizaje retráctil. Una característica clave del diseño era la facilidad de fabricación y mantenimiento: la mayor parte de la estructura tenía forma de caja, favoreciendo las líneas rectas y la conformación simple.
Fue construido bajo el mismo contrato que cubría la construcción del M.B.3.

### Pruebas de vuelo
El primer vuelo del prototipo del M.B.5, matrícula R2496, tuvo lugar el 23 de mayo de 1944. Las prestaciones fueron consideradas excepcionales por los pilotos de pruebas, y la disposición de la cabina fue alabada por el Establecimiento Experimental de Aeronaves y Armamento (A&AEE). La accesibilidad del fuselaje para el mantenimiento era excelente, gracias a un sistema de paneles desmontables.

"En mi opinión, este es un avión sobresaliente, particularmente considerado a la luz del hecho de que realizó su primer vuelo tan pronto como el 23 de mayo de 1944."
Piloto de pruebas Capitán Eric Brown, 1948.

Reconocido como uno de los mejores pilotos acrobáticos del Reino Unido, S/L Janusz Żurakowski del A&AEE en la RAF Boscombe Down realizó una espectacular demostración con el Martin-Baker M.B.5 en el Salón Aeronáutico de Farnborough en junio de 1946, un avión que el consideraba superlativo y mejor en muchos aspectos que el Spitfire.
Si se hubiera autorizado la producción, el avión habría servido sobre Alemania en la Segunda Guerra Mundial. En su lugar, la RAF dirigió su atención hacia los cazas a reacción, quedando el M.B.5 sin ser ordenado. El motor Rolls-Royce Griffon falló cuando el M.B.5 estaba siendo mostrado al Primer Ministro, Winston Churchill, al Jefe del Estado Mayor del Aire y a una multitud de personas VIP en una importante exhibición de aeronaves británicas y alemanas capturadas en Farnborough. Michael Bowyer declaró que Martin-Baker carecía tanto de instalaciones como de apoyo gubernamental para comprometerse en una producción a gran escala. El lento progreso de la compañía con el aparato podría haberse debido a la carencia de instalaciones.
Se supone que el M.B.5 original resultó destruido en un campo de tiro. Martin-Baker pasó a ser uno de los principales constructores mundiales de asientos eyectables.

### Construcción de réplica
Una réplica parcial estaba siendo construida en Reno, Nevada, por John Marlin, usando las alas de un P-51 Mustang. La página web anunció en 2006 que estaba cerca de su finalización, y, en 2010, una entrada no datada mostraba una fotografía del avión carreteando, y diciendo que estaba cerca de su finalización.

## Operadores
Reino Unido
- Real Fuerza Aérea británica

## Especificaciones
Referencia datos: Jane's all the World's Aircraft 1947, Jane's Fighting Aircraft of World War II y British Aircraft of World War II

### Características generales
- Tripulación: Uno (piloto)
- Longitud: 11,5 m (37,8 ft)
- Envergadura: 11 m (36,1 ft)
- Altura: 3,81 m incluyendo la hélice
- Superficie alar: 24,4 m² (262,6 ft²)
- Perfil alar: RAF 34 (Alargamiento: 4,66)
- Peso vacío: 4188 kg (9230,4 lb)
- Peso cargado: 5216 kg (11 496,1 lb)
- Peso máximo al despegue: 5484 kg (12 086,7 lb)
- Planta motriz: 1× motor lineal V-12 refrigerado por líquido Rolls-Royce Griffon 83.
  - Potencia: 1517 kW (2091 HP; 2063 CV) [13]
- Hélices: 2x tripala de Havilland de velocidad constante contrarrotativa[14]
- Capacidad de combustible: 910 l (64 l de aceite)

### Rendimiento
- Velocidad máxima operativa (Vno): 740 km/h (460 MPH; 400 kt) a 6100 m (24 000 pies)
- Alcance: 1800 km (972 nmi; 1118 mi)
- Techo de vuelo: 12 000 m (39 370 ft)
- Régimen de ascenso: 19,3 m/s (3799 ft/min)
- Carga alar: 224 kg/m² (45,9 lb/ft²)
- Potencia/peso: 3,82 kg/kW (6,3 lb/hp)

### Armamento
- Cañones: 

  - 4x Hispano Mk.II de 20 mm

## Aeronaves relacionadas

### Desarrollos relacionados
- Martin-Baker M.B.3

### Aeronaves similares
- Messerschmitt Me 309
- CAC CA-15
- P-51 Mustang
- Hawker Sea Fury
- Supermarine Spiteful

### Secuencias de designación
- Secuencia M.B._ (interna de Martin-Baker): ← M.B.2 - M.B.3 - M.B.4 - M.B.5 - M.B.6 - M.B.7